# 運動畫刊體育場
運動畫刊體育場（英語：Sports Illustrated Stadium），舊稱紅牛競技場（Red Bull Arena）是一座位於美國新澤西州哈里遜的專業足球場，是美國職業足球大聯盟球隊紐約紅牛和國家女子足球聯賽球隊高譚足球俱樂部的主場。
球場座落曼哈頓下城以西12公里，與州内最大城市紐華克相隔了帕塞伊克河。2024年12月11日，因紐約紅牛與《運動畫刊》簽訂13年合作協議而將球場更名為「運動畫刊體育場」。

## 外部連結
维基共享资源上的相關多媒體資源：運動畫刊體育場
- 官方网站